# Караханян, Исаак Погосович
Исаа́к Пого́сович Караханя́н (арм. Իսահակ Պողոսի Կարախանյան, 1 июня 1921 — 9 октября 2000) — советский офицер, участник Великой Отечественной войны, полный кавалер ордена Славы (9 марта 1944, 26 июня 1944, 31 мая 1945), полковник.

## Биография
Исаак Погосович Караханян родился 1 июня 1921 года в большой семье работников коллективного хозяйства, в селе Чайкенд. Окончил Чайкендскую сельскую среднюю школу. Работал на Чирагидзорском руднике в Ханларском районе.
С декабря 1941 года на фронте. Служил в 89-й стрелковой дивизии, в ней он прошёл весь боевой путь от рядового солдата до майора. Молодому воину было с кого брать пример: родной дядя Исаака — Аршак Караханян был полным кавалером Георгиевского Креста на фронтах Первой мировой войны.
Зимой 1942 года получил специальность миномётчика, последовательно участвовал в освобождении Северной Осетии, Ставрополья, Краснодара, Новороссийска, Армавира, Таманского полуострова и Крыма.
Минометный расчёт командира отделения миномётной роты 400-го стрелкового полка 89-й Таманской Краснознамённой орденов Красной Звезды и Кутузова 2-й степени стрелковой дивизии 33-й Отдельной Приморской армии старшего сержанта Караханяна с 4 декабря 1943 года по 6 февраля 1944 года в боях за расширение керченского плацдарма северо-восточнее города Керчь подавил вражескую миномётную батарею, 3 пулемётных точки, уничтожил свыше 10 неприятельских солдат. Приказом № 29936 от 9 марта 1944 года старший сержант Караханян Исаак Погосович был награждён орденом Славы 3-й степени. В это же время Караханян становится членом ВКП(б).
При штурме Севастополя с 8 по 12 мая 1944 года отделение под командованием Караханяна подавило неприятельскую артиллерийскую батарею, три огневые точки, уничтожив при этом большое количество живой силы противника. В одном из боёв был тяжело ранен командир взвода, и командование принял на себя старший сержант Исаак Караханян. Несмотря на полученное ранение в голову, он продолжил бой. В дальнейшем Караханян командовал миномётным взводом до полного разгрома немецко-фашистских захватчиков на Сапун-горе. 26 июня 1944 года приказом № 1058 по войскам Отдельной Приморской армии старший сержант Караханян Исаак Погосович был награждён орденом Славы 2-й степени.
День Победы старшина Караханян встретил в поверженном Берлине. Указом Президиума Верховного Совета СССР от 31 мая 1945 года и приказом № 1018 за образцовое выполнение заданий командования в боях с немецко-фашистскими захватчиками старший сержант Караханян Исаак Погосович был награждён орденом Славы 1-й степени. Таким образом, в последний день мая победного года Караханян стал последним — 27-м полным кавалером ордена Славы среди военнослужащих-армян.
После окончания войны молодой, но уже имевший большой воинский опыт младший лейтенант продолжил службу в армии. Вместе со своими боевыми товарищами он участвовал в Параде Победы.
В 1956 году подполковник Караханян окончил Бакинское военное училище.
В 1962 году по состоянию здоровья ушёл в запас. Жил в Ереване, где до выхода на пенсию работал начальником одного из управлений городского коммунального хозяйства, а потом на протяжении 20 лет возглавлял банный комбинат. Находясь на пенсии, занимался сбором народного фольклора.
25 марта 1990 года на учредительном собрании земляческого благотворительного союза «Шаумян-Геташен» полковник в отставке Исаак Караханян был избран в состав правления на должность заместителя председателя союза.
Исаак Караханян скончался 9 октября 2000 года.

## Награды
- Указом Президиума Верховного Совета СССР от 31 мая 1945 года и приказом № 1018 за образцовое выполнение заданий командования в боях с немецко-фашистскими захватчиками награждён орденом Славы 1-й степени
- 26 июня 1944 года приказом № 1058 по войскам Отдельной Приморской армии награждён орденом Славы 2-й степени
- 9 марта 1944 года приказом № 29936 награждён орденом Славы 3-й степени
- Два ордена Отечественной Войны 1-й степени (3 июня 1945, 1985)[4]
- Медали СССР, в том числе:
  - Две медали За боевые заслуги[5] (22 октября 1943, 13 июня 1952)
  - Медаль «За взятие Берлина»
  - Медаль «За оборону Кавказа»
  - Медаль «За победу над Германией в Великой Отечественной войне 1941—1945 гг.»
  - Медаль «За освобождение Варшавы»
  - Медаль «За безупречную службу» терх степеней
  - Юбилейная медаль «За доблестный труд (За воинскую доблесть). В ознаменование 100-летия со дня рождения Владимира Ильича Ленина»
  - Юбилейная медаль «Двадцать лет Победы в Великой Отечественной войне 1941—1945 гг.»
  - Юбилейная медаль «Тридцать лет Победы в Великой Отечественной войне 1941—1945 гг.».